# كانتون تايشا
كانتون تايشا (بالإنجليزية: Taisha Canton)‏ هو كانتون في الإكوادور، يتبع مقاطعة مورونا سانتياغو. بلغ عدد سكانه في تعداد عام 2001 13,078 نسمة.

## السكان
المجموعات العرقية في التعداد الإكوادوري لعام 2010:
| العرقية               | النسبة |
| --------------------- | ------ |
| السكان الأصليون       | 95.9%  |
| ميستيثو               | 3.8%   |
| اللاتينيون            | 0.3%   |
| الإكوادوريون الأفارقة | 0.1%   |